# Feuillen de Coppin
Pour les articles homonymes, voir Coppin.
Feuillen Marie Joseph de Coppin de Falaën (1800 - 1887) est un homme politique belge, de tendance catholique.
Il naquit le 12 mars 1800 au château de Falaën, fils du baron Joseph Joachim Feuillen de Coppin de Falaën (1763-1848) et d'Anne Martine de Harlez (1771-1833). En 1830, il fut secrétaire du gouvernement provisoire, mis en place à la suite de la révolution belge. Il fut ensuite gouverneur par intérim de la province de Brabant (1830-1834) et député au Congrès national (1830-1831).
En 1835, il revint à Falaën, où il fonda en 1855 une école paroissiale. Il mourut à Falaën le 10 mars 1887.
Il fut décoré de la croix de fer.

## Ouvrages de référence
- Exposé historique et statistique de l'industrie métallurgique dans le Hainaut (André Warzee)
- Mémoires et publications de la Société des Sciences, des Arts et des lettres du Hainaut, Volume 8 (Charles Duvivier)
- Oscar Coomans de Brachène, Etat présent de la noblesse belge. Annuaire de 1986, seconde partie, Bruxelles, 1986, p. 370-371